# Kwekwe
Kwekwe (già Que Que fino al 1983) è un centro abitato dello Zimbabwe, situato nella Provincia delle Midland.